# سلحفاة ترافانكور
سلحفاة ترافانكور هي نوع من السلاحف البرية، تنتمي إلى جنس إندوتيستودو. تعد من السلاحف الكبيرة، إذ قد يصل طولها إلى نحو 32 سنتيمتراً. غذاؤها الأساسي هو الأعشاب والحشائش، إلا إنَّها قد تتغذى أيضاً على الفاكهة والفطريات والحشرات والرخويات وجيف الحيوانات. تعيش هذه السلاحف حصراً في غابات جبال الغات الغربية بولايتي كيرلا وكارناتاكا الهنديَّتين، على ارتفاعاتٍ تتراوح من 450 إلى 850 متراً فوق مستوى البحر.
عند حلول موسم التزاوج بين شهري نوفمبر ومارس، تتصارع الذكور على الإناث بالتصادم بأصدافها. وتضع الأنثى بعد التزاوج ما يتراوح من بيضةٍ إلى خمس بيضات في حفرةٍ غير عميقةٍ بالأرض، وتكون الصِّغار عند تفقيسها بطول 55 إلى 60 ملليمتراً. يُصنِّفها الاتحاد العالمي للحفاظ على الطبيعة كنوعٍ غير محصَّن ضد خطر الانقراض، حيث أنها مهددة نتيجة حرائق الغابات والصيد وتدمير البيئة الطبيعية.